# فيليب شوبيسبرغر
فيليب شوبيسبرغر (بالألمانية: Philipp Schobesberger)‏ (10 ديسمبر 1993 بلينتس في النمسا - ) هو لاعب كرة قدم نمساوي في مركز الوسط. لعب مع رابيد فيينا ولاسك لينتس وFC Juniors OÖ ‏ وSK Austria Kärnten ‏.

## وصلات خارجية
- فيليب شوبيسبرغر على موقع الاتحاد الأوربي (الإنجليزية)
- فيليب شوبيسبرغر على موقع قاعدة بيانات كرة القدم.إي يو (الإنجليزية)
- فيليب شوبيسبرغر على موقع ناشيونال فوتبول تيمز (الإنجليزية)
- فيليب شوبيسبرغر على موقع Soccerbase.com (لاعب) (الإنجليزية)
- فيليب شوبيسبرغر على موقع Soccerway.com (الإنجليزية)
- فيليب شوبيسبرغر على موقع عالم كرة القدم.نت (الإنجليزية)
- فيليب شوبيسبرغر على موقع AS.com (الإسبانية)